# Saccodon
Saccodon es un género de peces de la familia Parodontidae en el orden de los Characiformes. Habita en las cuencas fluviales que desembocan el el Pacífico desde Panamá hasta el norte de Perú.

## Especies
Se reconocen tres especies dentro del género:
- Saccodon dariensis (Meek & Hildebrand, 1913)
- Saccodon terminalis (C. H. Eigenmann & Henn, 1914)
- Saccodon wagneri Kner, 1863